# Süe Süan
Süe Süan (čínsky pchin-jinem Xuē Xuān, znaky 薛瑄 ; 1389–1464), byl neokonfuciánský filozof a politik čínské říše Ming.

## Jména
Süe Süan používal zdvořilostní jméno Te-wen (čínsky pchin-jinem Déwēn, znaky zjednodušené 德温, tradiční 德溫) a pseudonym Ťing-süan (čínsky pchin-jinem Jìngxuān, znaky zjednodušené 敬轩, tradiční 敬軒). Bylo mu uděleno posmrtné jméno Wen-čching (čínsky pchin-jinem Wénqīng, znaky 文清.

## Život
Süe Süan se narodil roku 1389, pocházel z okresu Che-ťin (dnes v městské prefektuře Jün-čcheng) v provincii Šan-si. Úspěšně prošel úřednickými zkouškami, palácové zkoušky absolvoval a hodnost ťin-š’ získal roku 1421, poté nastoupil kariéru ve státní správě. Koncem 30. let sestavil studijní pravidla pro akademii Jeskyně bílého jelena, kde vyučoval.
Ve vládě vystoupal až na pozici náměstka na ministerstvu obřadů a akademika v akademii Chan-lin (Chan-lin süe-š’). Po odchodu z úřadů roku 1457 se věnoval výuce. Byl stoupencem učení Ču Siho, které posunul k postojům zastávaným později Wang Jang-mingem. Prosazoval návrat k přirozenosti (fu-sing). Ve snaze o překonání určité duality Ču Siho myšlení nově formuloval vztah mezi principem (li) a energií (čchi), přičemž odmítal prvotnost jednoho i druhého. K jeho žákům patřili především Jen Jü-si (閻禹錫, 1426–1476), Čang Ting (張鼎, 1431–1495), Čang Ťie (張杰, 15. století) a Tuan Ťien (段堅, 1419–1487). Se svými žáky a stoupenci tvořil chetungskou školu neokonfucianismu.
Jako oficiální výraz uznání obdržel posmrtné jméno Wen-čching.